# Discografia oficial de The Beatles
Heus aquí la discografia oficial de The Beatles:

## Àlbums
- Please Please Me (1963-03-22)
- With The Beatles (1963-11-22)
- A Hard Day's Night (1964-07-10)
- Beatles for Sale (1964-12-04)
- Help! (1965-08-06)
- Rubber Soul (1965-12-03)
- Revolver (1966-08-05)
- Sgt. Pepper's Lonely Hearts Club Band (1967-06-01)
- Magical Mystery Tour (1967-12-08)
- The Beatles (1968-11-22)
- Yellow Submarine (1969-01-17)
- Abbey Road (1969-09-26)
- Let It Be (1970-05-08)

## Singles
- Love Me Do / P.S. I Love You (1962-10-05)
- Please Please Me / Ask Me Why (1963-01-11)
- From Me To You / Thank You Girl (1963-04-11)
- Do You Want To Know A Secret? / Thank You Girl (1963-08-11)
- She Loves You / I'll Get You (1963-08-23)
- I Want To Hold Your Hand / This Boy (1963-11-29)
- Can't Buy Me Love / You Can't Do That (1964-03-20)
- A Hard Day's Night / Things We Said Today (1964-07-10)
- I Feel Fine / She's A Woman (1964-11-27)
- Ticket To Ride / Yes It Is (1965-04-09)
- Help! / I'm Down (1965-07-23)
- Day Tripper / We Can Work It Out (1965-12-03)
- Paperback Writer / Rain (1966-06-10)
- Yellow Submarine / Eleanor Rigby (1966-08-05)
- Penny Lane / Strawberry Fields Forever (1967-02-17)
- All You Need Is Love / Baby You ' re A Rich Man (1967-07-07)
- Hello Goodbye / I Am The Walrus (1967-11-24)
- Lady Madonna / The Inner Light (1968-03-15)
- Hey Jude / Revolution (1968-08-30)
- Get Back / Don't Let Me Down (1969-04-11)
- The Ballad Of John And Yoko / Old Brown Shoe (1969-05-30)
- Something / Come Together (1969-10-31)
- Let It Be / You Know My Name (Look Up The Number) (1970-03-06)

## Recopilatoris
- A Collection of Beatles' Oldies (But Goldies!) (1966)
- (19/04/1973) The Beatles / 1962-1966 (el disc vermell)
- (19/04/1973) The Beatles / 1967-1970 (el disc blau)
- (07/06/1976) Rock'n'Roll Music
- (21/10/1977) Love Songs
- (08/03/1988) Past Masters Vol. 1
- (08/03/1988) Past Masters Vol. 2
- (30/11/1994) Live At The BBC
- (21/11/1995) Anthology 1
- (18/03/1996) Anthology 2
- (28/10/1996) Anthology 3
- (13/09/1999) Yellow Submarine Songtrack
- (13/11/2000) 1
- (17/11/2003) Let It Be... Naked
- (15/11/2004) The Capitol Albums Vol. 1
- (20/11/2006) Love